# Constantin III d'Abkhazie
Constantin III d’Abkhazie (mort en 923) est roi d’Abkhazie de la dynastie des Antchabadzé  de 894 à 923.

## Biographie
Fils et successeur du roi Bagrat Ier d'Abkhazie, il tente de réaliser à son profit l’unité des principautés géorgiennes et s’empare du  Karthli en 904.
Il doit faire face à l’alliance des dynastes bagratides, le « Roi des rois » Smbat II d'Arménie et son lointain parent et allié Adarnassé IV d'Ibérie. Vaincu, Constantin III est capturé par trahison par le roi d'Arménie lors de négociations et il est emprisonné à Ani. Smbat II le relâche peu après, afin de s’en faire un allié contre les musulmans. Mettant à profit l’invasion d’Abou-al-kasim en Ibérie orientale, Constantin III établit définitivement son autorité sur le Karthli et aide Kviriké Ier de Kakhétie à conquérir l’Héréthie.
Constantin III essaie également d’étendre son influence sur les Ossètes en favorisant leur christianisation.

## Famille et descendance
Constantin III  a épousé une fille d’Adarnassé Ier d’Ibérie, dont :
- une fille, qui épouse Achot, duc d’Artanoudji Calarzène (mort en  939) ;
- Georges II ;
- Bagrat II, co-roi d’Abkhazie.

## Sources
- Cyrille Toumanoff, Les dynasties de la Caucasie chrétienne de l'Antiquité jusqu'au XIXe siècle : Tables généalogiques et chronologiques, Rome, 1990, p. 74-75 et 535.
- Marie-Félicité Brosset, Histoire de la Géorgie.
- Nodar Assatiani et Alexandre Bendianachvili, Histoire de la Géorgie, Paris, l'Harmattan, 1997, 335 p. [détail des éditions] (ISBN 2-7384-6186-7, présentation en ligne), p. 102.